# رزلوشن لیمیتد
رزلوشن لیمیتد شرکت سرمایه‌گذاری بریتانیایی است، که بخش عمده دارایی‌های آن در صنعت خودروسازی متمرکز می‌باشد، همچنین از طریق خریداری و ادغام چندین شرکت بزرگ بیمه عمر بریتانیایی در زمینه ارائه خدمات بیمه نیز فعالیت می‌کند.
شرکت رزلوشن در سال ۲۰۰۸ توسط کارآفرین بریتانیایی؛ کلیف کودری، به‌عنوان یک شرکت سرمایه‌گذاری تأسیس شد، که در حوزه‌هایی چون: خودروسازی، مبادلات سهام اختصاصی شرکت‌ها و معاملات اوراق قرضه سرمایه‌گذاری می‌کند.
دفتر مرکزی این شرکت در شهر گرنزی، بریتانیا قرار دارد و از سال ۲۰۰۸ بخشی از سهام آن در بازار بورس لندن دادوستد می‌شود.